# Parantica hypowattan
Parantica hypowattan је врста лептира из породице шаренаца (лат. Nymphalidae).

## Распрострањење
Индонезија је једино познато природно станиште врсте.

## Станиште
Врста Parantica hypowattan има станиште на копну.

## Угроженост
Ова врста се сматра рањивом у погледу угрожености врсте од изумирања.